# ATP Challenger East London
Das ATP Challenger East London (offizieller Name: South African Airways Open) war ein 1987 sowie 2008 stattfindendes Tennisturnier in East London, Südafrika. Es war Teil der ATP Challenger Tour und wurde im Freien auf Hartplatz ausgetragen.

## Liste der Sieger

### Einzel
| Jahr                         | Sieger         | Finalgegner   | Ergebnis  |
| ---------------------------- | -------------- | ------------- | --------- |
| 2008                         | Ivan Ljubičić  | Stefan Koubek | 7:62, 6:4 |
| 1988–2007: nicht ausgetragen |                |               |           |
| 1987                         | Pieter Aldrich | Mark Keil     | 6:3, 6:2  |

### Doppel
| Jahr                         | Sieger                       | Finalgegner                    | Ergebnis      |
| ---------------------------- | ---------------------------- | ------------------------------ | ------------- |
| 2008                         | Jonas Björkman Kevin Ullyett | Thomas Johansson Stefan Koubek | 6:2, 6:2      |
| 1988–2007: nicht ausgetragen |                              |                                |               |
| 1987                         | Luke Jensen Byron Talbot     | Stephan Medem Geoff Roper      | 6:3, 5:7, 6:4 |